# Папоров, Юрий Николаевич
Ю́рий Никола́евич Папоров (4 июня 1923, Москва — 12 мая 2010, Москва) — советский и российский журналист-международник, писатель, разведчик-нелегал, начиная с 1950-х годов десятилетиями находившийся в служебных командировках в странах Латинской Америки и Карибского бассейна. Автор жизнеописаний Хемингуэя, Маркеса и Троцкого, исторических романов, приключенческих книг о Латинской Америке, документалистики о сотрудниках советской нелегальной разведки и подводной охоте. 
Получил известность также как второй официальный муж популярной советской певицы Валентины Толкуновой.

## Биография
Юрий Папоров родился 4 июня 1923 года в Москве. Впервые начал работать в качестве журналиста-международника в Латинской Америке в 1950-х годах. С начала 1950-х водил знакомство с известными латиноамериканскими писателями и художниками, среди них — Диего Ривера, Давид Сикейрос, Фрида Кало.  В 1990-х годах несколько лет был старшим исследователем в музее Троцкого в Мексике. Писал в основном документальные и биографические произведения. Самая известная биографическая книга «Хемингуэй на Кубе» об американском писателе была написана после 5 лет, проведённых Папоровым на Кубе в 1979 году. В Мексике написал книгу о последних годах жизни Льва Троцкого, связанных с этой страной — ради сбора материала для книги, по официальной версии, Папоров и находился в странах Центральной и Латинской Америки с 1978 по начало 2000-х годов.
С 1974 года Юрий Папоров состоял в браке с певицей Валентиной Толкуновой (1946—2010). Познакомился с ней в мексиканском посольстве в Москве, где Толкунова пела для дипломатов и их гостей, а писатель Папоров, в совершенстве владевший испанским языком, в качестве переводчика объяснял, о чём говорится в песнях. В браке у Папорова и Толкуновой родился сын Николай (род. 10 октября 1977 года).
Подлинная основная профессия Папорова остаётся неясной, его развёрнутая биография нигде не публиковалась. В 2008 году Толкунова, отмечая его незаурядные интеллектуальные качества, упоминала, что на момент начала их супружества Папоров был дипломатом, а сама она находилась в статусе жены дипломата; отдельные знакомые с семьёй лица упоминали, что Папоров имел воинское звание полковника, а в своих действиях и перемещениях по миру писатель руководствовался не только творческими планами. В автобиографической книге Толкунова вспоминала, что была поражена индивидуальным стилем Папорова и его изысканной манерой одеваться: «Он был изумительно элегантен, потрясающе выглядел в деловых костюмах и никогда не носил дешёвых вещей — только из качественного материала, пошитые высококлассными портными. Если он надевал, скажем, джемпер, то к нему всегда подбирал какой-нибудь стильный шарфик или шейный платок… Без повода галстуков не носил — если только вечером, по особому случаю». 
Брат певицы, заслуженный артист России Сергей Толкунов в 2016 году упоминал о том, что писатель Папоров был «потрясающе умным человеком», умел ухаживать за Валентиной как никто красиво, для него были открыты в Москве двери любых организаций и учреждений, и он «шагу не давал Валентине ступить без него». Папоров оказал влияние на творчество Толкуновой, певица охотно стала включать в свой репертуар военно-патриотические песни. Друзья и родственники пары были крайне удивлены, что в 1978 году, когда сыну Коле не было и года, 55-летний Папоров внезапно и без убедительных объяснений отправился в командировку в Латинскую Америку, откуда домой в Москву наведывался раз в несколько лет на короткое время, а окончательно возвратился в Россию только в начале 2000-х годов. Советское учреждение, которое направило писателя и журналиста Папорова в творческую командировку в Западное полушарие более чем на 20 лет, в прессе не называлось, семейные фотографии пары в советской печати не публиковались, впервые снимки появились в газетах и документальных фильмах после 2010 года, а само имя загадочного мужа Толкуновой стало публично известным общественности только в XXI веке.
После возвращения Папорова из длительной командировки в Россию супруги жили отдельно. Выйдя в отставку, Юрий Николаевич много болел, перенёс два инсульта. Понимая сложный и ответственный характер затяжной командировки мужа на другой конец света, Валентина Толкунова публично не осуждала его за долгое отсутствие в семье, невнимание к сыну и «высокие отношения», устроила личную жизнь по своему усмотрению, но брак не расторгала, а в конце жизни даже взяла тяжелобольного Папорова к себе домой, наняла сиделку и обеспечила уход за ним.
86-летний Юрий Папоров тяжело перенёс уход из жизни своей супруги Валентины Толкуновой 22 марта 2010 года. Скончался в Москве, спустя полтора месяца, 12 мая 2010 года. Похоронен на Троекуровском кладбище рядом с женой.

## Вклад в приключенческую литературу
В 1976 году в серии «Мир приключений» в издательстве «Детская литература» была опубликована повесть Юрия Папорова «Конец „Злого Джона“» . Авторское предисловие гласило: «Повесть эта построена на подлинном материале, она рассказывает о борьбе испанских корсаров с жестоким и неуловимым английским пиратом, наводившим ужас на поселения островов Карибского моря на рубеже XVII и XVIII веков». Она была издана в полном объёме в 2007 году издательством «Эксмо» под названием «Проклятие капитана» в серии «Пираты карибского моря» в соответствующем оформлении. Несмотря на заявленную в предисловии «основанность на реальных событиях», они представляет собой «перелицовку» написанной в 1932 году повести Рафаэля Сабатини «Чёрный лебедь». Детали сюжета были повторены с тем исключением, что протагонист повести превратился из француза на британской службе в испанца (пираты остались англичанами). Такая замена, сделанная, по-видимому, из политических соображений, имела достаточно разрушительные последствия для внутренней логики сюжета.

## Фильмография
- «Ничего не случилось» (1989), сценарист